# Cirkulære 24
Cirkulære 24 er et dokument, der beskriver forkortelser for danske telefoncentraler. I mange tilfælde kan disse forkortelser bruges til at spore en internetbruger geografisk i Danmark, i hvert fald til hvilken telefoncentral brugeren sidder på.
Cirkulære 24 var offentligt tilgængeligt i en periode, men er det ikke længere. Dog findes den endnu rundt omkring på nettet.